# Steggoa longiantennata
Steggoa longiantennata är en ringmaskart som beskrevs av Hartmann-Schröder 1981. Steggoa longiantennata ingår i släktet Steggoa och familjen Phyllodocidae. Inga underarter finns listade i Catalogue of Life.